# Matilda Mk II
Matilda Mk II (A12), Matilda II je bil britanski tank.

## Zgodovina
Matilda II je bila narejena po tanku Matilda I. Naredili so jo bistveno večjo od svojega predhodnega tanka. Ta tank je bil kar več kot dvakrat težji od tanka Matilda I. Težo sta zvišala nov oklep, ter nova kupola, ki je sprejela kar tri člane posadke.
Matilda II se je sprva borila v bitki za Francijo leta 1940. Zaradi debeline oklepa se je v bojih izkazal za unčikovit bojni sistem. Proti nemškim in italijanskim tankom se je izkazala tudi v severni Afriki. V letih 1940 in 1941 se jo je prijel vzdevek »Queen of the Desert« (slovensko:Kraljica puščave). Zaradi prihajajoče konkurence, so tanke Matilda II kmalu umaknili iz uporabe. 1084 Matild so poslali sovjetksi zvezi, kjer so jih uporabili v začetnih fazah bitke za Moskvo.